# Арамазд (компанія)
Нафтопромислове та торгове товариство «Арамазд», назване на честь верховного бога Арамазда з давньовірменського пантеону, «творця неба та землі, громовержця, бога родючості та батька богів», засноване з метою «видобування нафти в Бакинській губернії та повіті на ділянці під № 5с, а також для видобутку нафти в інших місцевостях Імперії для переробки нафти, що видобувається, і торгівлі нафтою і нафтовими продуктами».
Статут компанії, основний капітал якої становив 4,0 млн. руб.  Найвище затверджений 4 липня 1901 . Надалі основний капітал збільшили до 5,2 млн. крб.
До 1917 на промислах товариства «Арамазд», поглиненого на той час Російською генеральною нафтовою корпорацією («Ойль»), було зайнято близько 1500 робітників, річний видобуток нафти досяг 13 млн пуд. (213 000 т.), а вартість майна становила понад 10 млн. руб.
Усі операції Товариства проходили через Російсько-Азійський банк.
За підсумками 1913 чистий прибуток склала 1,201 млн. руб. У тому ж році увійшла до складу «Російської генеральної нафтової корпорації».
На початку 1917 на об'єктах Товариства було зайнято близько 1500 робітників, видобуток нафти склав 13 млн. пуд., вартість майна становила понад 10 млн. руб. .
Органами центрального управління компанії були загальні збори акціонерів, Правління та Ревізійна комісія. Правління складалося з трьох директорів і було до 1914 у Баку та у Петрограді (Захар'євська, 10). Посаду голови Правління товариства займав один з найбільших нафтопромисловців того часу, творець «Ойля» С. Г. Ліанозов.
Майно оголошено державною власністю на підставі декрету РНК «Про націоналізацію нафтової промисловості» від 20 червня 1918.